# ガレラス山

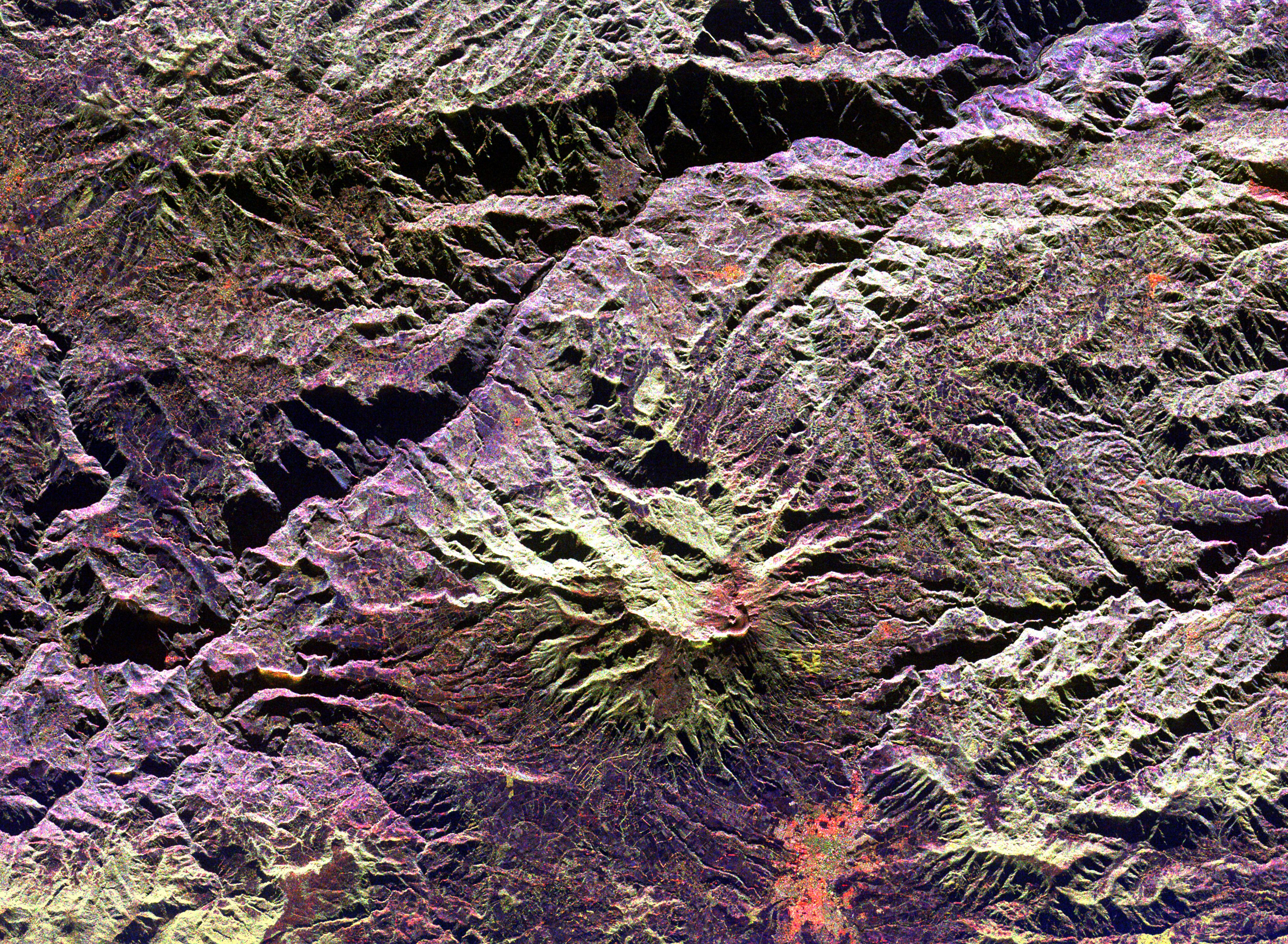
ガレラス山周辺の衛星写真。

ガレラス山（ガレラスさん、スペイン語: Volcán Galeras、Urcunina（先住民の呼称））は、コロンビアのパスト近郊に位置する火山である。

## 歴史
100万年以上前から活火山であったと考えられている。
- 560,000年前、噴火、15km3規模。
- 40,000 - 150,000年前、噴火、2km3規模。
  - 上記の噴火でカルデラ形成。
- 最近5,000 年以内に、最低6回の規模の大きな噴火（最近年は1886年）。
- 1500年代以来、最低20回の中・小規模噴火。
- 1991年、国際連合国際防災の10年の、「防災十年火山」 に指定。
- 1993年、噴火、死者9名（火口内に火山ガスのサンプルを取り入っていた火山科学者5名を含む）[2]。
- 2002年4月、噴火、100回以上の揺れ。
- 2005年11月、噴火[3]、近郊から9,400名が避難。9kmの距離に位置する町パストには火山灰が降る。
- 2006年7月12日、3回の噴火、8kmに渡って火山灰を降らせる。政府は近郊の住民8,500名以上の避難を命令[4][5][6]。
- 2008年1月17日、午後8時頃噴火、溶岩流出[7]。
- 2010年1月2日、噴火